# Anyák napja

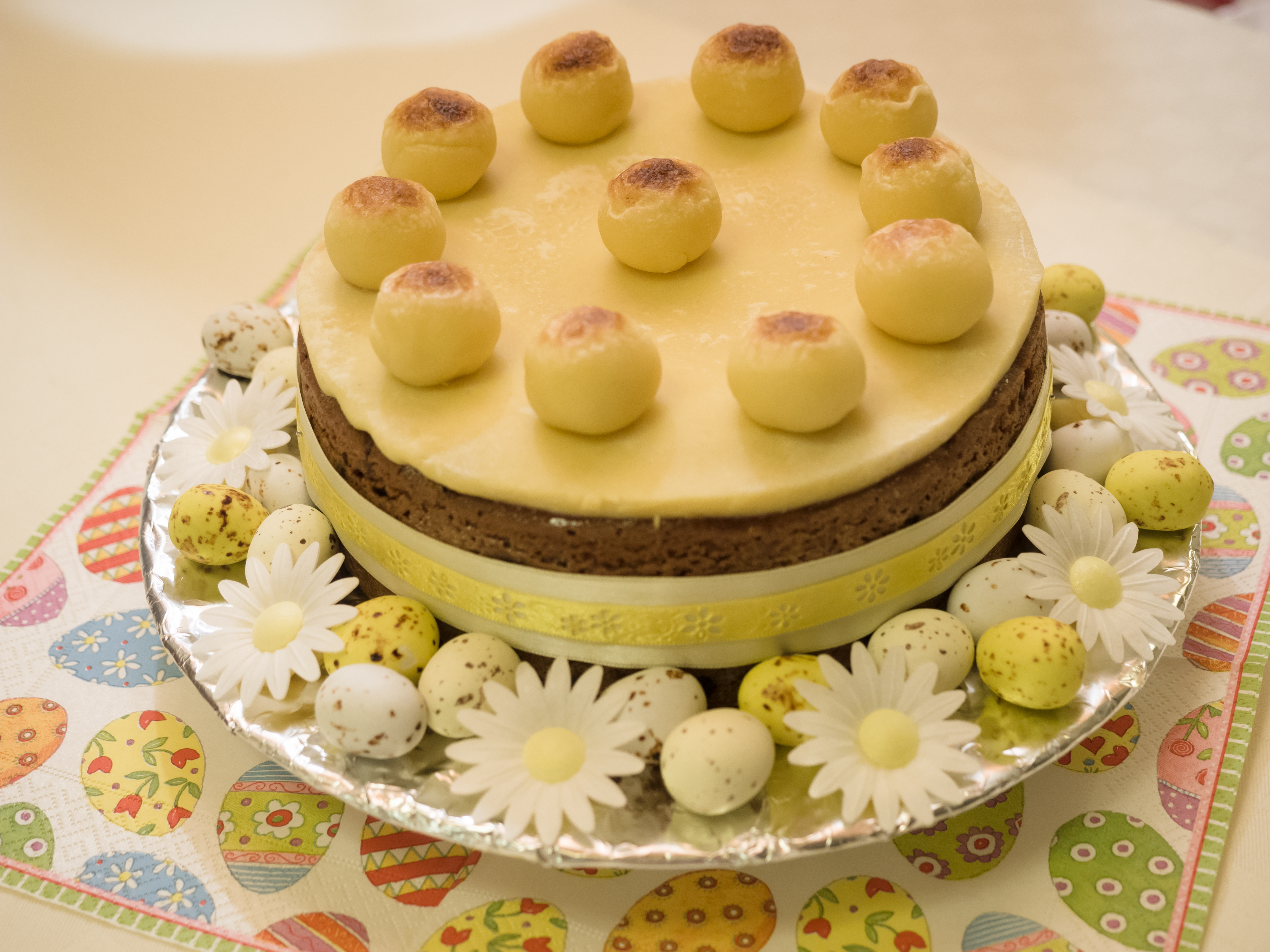
Angliában 11 marcipángolyóval díszítik az anyák napjára készült, tradicionális Simnel tortát

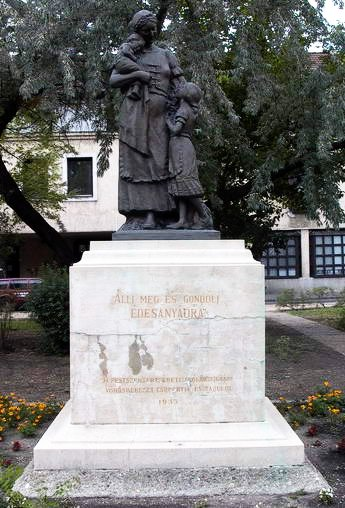
Pesterzsébeti iskolák vöröskeresztes csoportjai által felállított szobor az édesanyák tiszteletére (1933)

Az anyák napja világszerte megünnepelt nap, amelyen az anyaságról emlékezünk meg. A különböző országokban más és más napokon ünneplik, Magyarországon május első vasárnapján.

## Történet
Az anyák megünneplésének története az ókori Görögországba nyúlik vissza. Akkoriban tavaszi ünnepségeket tartottak Rheának, az istenek anyjának, és vele együtt az édesanyák tiszteletére. A történelem során később is voltak olyan ünnepek, amikor az anyákat is felköszöntötték.
Az anyák vasárnapját (Mothering Sunday) a keresztények ünneplik az Egyesült Királyságban, Írországban és néhány más angol nyelvű országban, amit egyre inkább Anyák napjának hívnak, bár ez a név az amerikai és kanadai világi ünnephez tartozik, amely meglehetősen különbözik az eredeti Anyák Vasárnapjától. Az 1600-as évektől keresztény vallási ünnep a húsvéti időszakhoz kötődött, amelyet akkoriban a húsvétot követő negyedik vasárnapján tartottak. Minden évben a nagyböjt közepén a legtöbb szolgáló meglátogatta az „anya” gyülekezetét (Mater Ecclesiae), ahol megkeresztelték. A családjuktól távol dolgozó szolgálók ilyenkor szabadnapot kaptak, hogy hazamehessenek, és a napot édesanyjukkal tölthessék. A látogatás előtt külön erre a napra ajándékként elkészítették az anyák süteményét, a tetején marcipánnal díszített és sok aszalt gyümölcssel készült Simnel-tortát vagy Simnel-kenyeret. A hagyománnyá vált süteményt együtt fogyasztották el a különböző helyekről egybegyűlt családtagok. A tradicionális Simnel tortát 11 marcipángolyó díszíti, ami a 11 apostolt jelképezi, akik hűségesek maradtak Jézushoz.
Az Egyesült Államokban először 1872-ben ünnepelték meg Bostonban az anyák napját Julia Ward Howe Anyák Napi Kiáltványa segítségével. Howe az ünnepséget a háború felszámolására szentelte, és évekig Bostonban ünnepeket szervezett. Eredetileg a béke napjának tekintették az Anyák napját, hogy tiszteljék és támogassák azokat az anyákat, akik a polgárháború folyamán vesztették el fiaikat, férjüket.
1907-ben a philadelphiai Anna M. Jarvis próbálta az anyák napját nemzeti ünneppé nyilváníttatni. Az ünnepet május második vasárnapjára tűzte ki, elhunyt édesanyja emlékére. Jelképnek a fehér szegfűt javasolta, mivel szerinte a fehér virág szimbolizálja az anyaság erényeit, a fehér szín a tisztaságot és hitet jelképezi, az illata a szeretetet, a formája pedig a szépség lényegét. Rengeteg időt és energiát szánt arra, hogy az ünnepet előbb állami, majd nemzetközi ismertségűvé tegye. Az ügyben Elmer Burkett nebraskai szenátor terjesztette elő az első törvényjavaslatot 1908-ban az Egyesült Államok szenátusában, amely az anyák ünnepnapjának hivatalos létrehozását javasolta.  Jarvis a célját akkor érte el, amikor Woodrow Wilson amerikai elnök 1914. május 9-i proklamációjával hazájában minden év május második vasárnapját az anyák hivatalos ünnepévé nyilvánította. (1914-ben május második vasárnapja, és így az anyák napjának első hivatalos megünneplése május 10. napjára esett.)
Sajnos azonban Anna Jarvis a népszerűsítésre fordított ideje miatt nem vette észre, hogy hamarosan az ünnepet „felkarolták” a virágkereskedők, üdvözlőlapgyártók, cukorka- és ajándékkereskedők, akik Európában is propagálni kezdték az Amerikában elterjedt ünnepet, amelynek hatására az gyorsan népszerűvé vált a kontinensen is. Az eredeti elképzeléshez képest – az élő és elhunyt anyák tisztelete – az ünnep eltolódott az ajándékozás, Jarvis véleménye szerint pedig főképp a virágkereskedők hasznának növelése irányába. További élete során oly hevesen tiltakozott az ünnep üzletiesedése ellen, hogy még a törvénnyel is szembekerült egy vehemens tüntetése során. Élete végére megbánta tettét, és nem akarta nevét anyák napjával kapcsolatba hozni.
Magyarországon 1925-ben a Magyar Ifjúsági Vöröskereszt tartotta az első ünnepet, a májusi Mária-tisztelet hagyományaival összekapcsolva. 1928-ban már miniszteri rendelet sorolta a hivatalos iskolai ünnepélyek közé az anyák napját. Magyarországra az ünnep ötletét Petri Pálné, egy államtitkár felesége hozta Amerikából, és a legelső anyák napi ünnepséget 1925. március 8-án a MÁV gépgyár foglalkoztatójában munkásgyerekeknek tartották. A gondolatot a Magyar Ifjúsági Vöröskereszt vezetői karolták fel, és megtették az előkészületeket az anyák napja országos bevezetésére. A szervezet lapjában így írtak a napról: „Felkérjük a mélyen tisztelt Tanárelnököket, hogy május első vasárnapján tartandó «anyák napját», ezt a gyönyörű ünnepet, szeretettel alakítsák ki növendékeik lelkében, amelynek pedagógiai, jellemképző ereje messze túlhaladja egy-egy család körét és a nemzetnevelés erkölcsnemesítő munkájába kapcsolódik.”

## Dátum
A legtöbb országban ez az ünnep májusra, ezen belül annak második vasárnapjára esik:
- február második vasárnapja: Norvégia
- március 3.: Grúzia
- március 8. (Nőnap): Afganisztán, Bulgária
- március 21., a tavasz első napja: az arab világ legtöbb országa (például Egyesült Arab Emírségek, Egyiptom, Irak, Kuvait, Libanon, Szaúd-Arábia), illetve a magyar paraszti hagyományban is a március 20. utáni első vasárnap ünnepelték Gyümölcsoltó Boldogasszony napját, amely összevontan anyák napja, nőnap és „Valentin-nap” is volt; a leányok virágot ajándékoztak kedvesüknek, a gyermekek pedig verssel vagy dallal köszöntötték fel édesanyjukat és nagyanyáikat
- március 25.: Szlovénia
- május első vasárnapja: Angola, Litvánia, Magyarország, Mozambik, Portugália, Románia,[13] São Tomé és Príncipe, Spanyolország, Szerbia, Zöld-foki Köztársaság
- május második vasárnapja: Amerikai Egyesült Államok, Ausztria, Ausztrália, Belgium, Brazília, Chile, Ciprus, Csehország, Dánia, Dél-afrikai Köztársaság, Észtország, Finnország, Görögország, Hollandia, Japán, Kanada, Malajzia, Németország, Olaszország, Peru, Szlovákia, Svájc, Tajvan, Törökország, Ukrajna, Lettország
- május 10.: Latin-Amerika legtöbb országa (például Guatemala és Mexikó), Hongkong, India, Pakisztán, Szingapúr
- május 26.: Lengyelország
- május utolsó vasárnapja: Franciaország, Marokkó, Svédország
- június második vasárnapja: Luxemburg
- augusztus 15. (Nagyboldogasszony): Costa Rica, Antwerpen (Belgium)
- október második hétfője: Malawi[14]
- október harmadik vasárnapja: Argentína
- november utolsó vasárnapja: Oroszország
- december 8.: Panama

Más ünnephez kapcsolódik: 
- Egyesült Királyság (Anglia, Skócia, Wales, Észak-Írország) és Írország: az itteni anyák napja (Mother's Day) nagyböjt negyedik vasárnapjára esik. A Mothering Sunday nevű vallási ünnepből alakult ki, amely eredetileg nem kapcsolódik a mai anyák napja ünnephez.
- India: a nyugati hatásra átvett május 10-i anyák napja mellett megtartják a durga púdzsa ill. a navarátri nevű, októberi tíznapos ősi hindu anyák ünnepét is.
- Thaiföld: augusztus 12., Szirikit királyné születésnapja